# TV-B-Gone

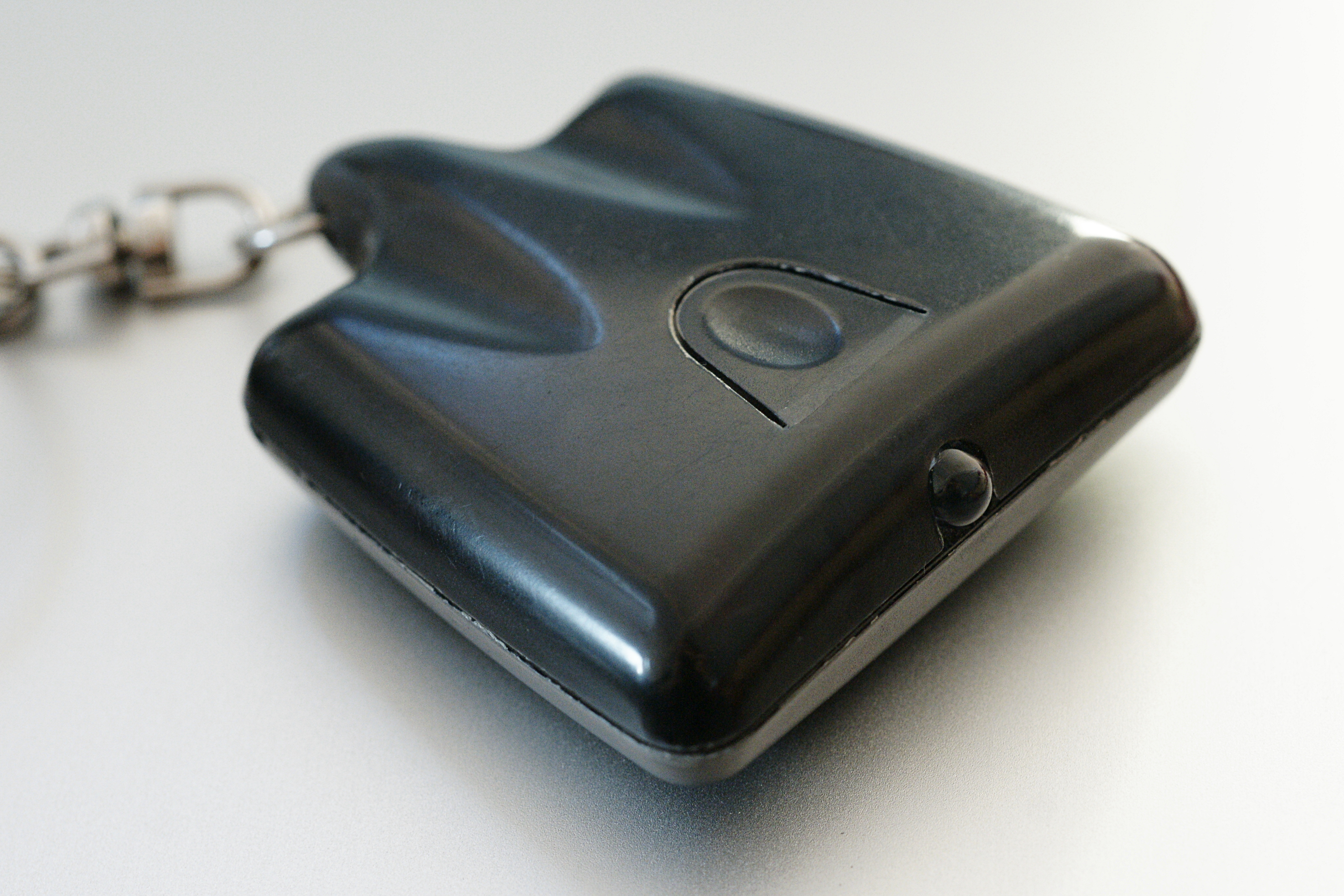
TV-B-Gone

TV-B-Gone, littéralement « TV va t'en », est une télécommande universelle dont l'unique fonction est d'allumer et surtout d'éteindre la plupart des téléviseurs. Il s'agit d'un détournement de la télécommande universelle : le TV-B-Gone parcourt les différentes fréquences utilisées par les différentes marques en émettant pour chacune d'entre elles le signal correspondant à la commande d'arrêt du téléviseur à l'aide d'une diode électroluminescente infrarouge. Cette télécommande a été pensée pour permettre d'éteindre les téléviseurs dans les lieux publics afin de ne plus subir en permanence la publicité ou les émissions télévisées, notamment dans les fast-foods, les magasins ou encore les files d'attente.
TV-B-Gone est inventé et réalisé en open source par Mitch Altman qui la commercialise via son entreprise Cornfield Electronics à partir de la fin de 2004.

## Genèse du projet
Souvent molesté par ses camarades de classe, Mitch Altman grandit dans un état dépressif et trouve refuge en regardant la télévision de façon addictive, jusqu'à l'âge de 23 ans où il prend la décision de se sevrer brutalement en se séparant de son téléviseur pour toujours. Ainsi qu'il le relate, en 1980, il suffit de se débarrasser de son téléviseur pour s'en libérer, mais plus tard, la télévision commence à apparaître dans les lieux publics et il se sent de nouveau envahi.
Dix ans après, en 1993, alors qu'Altman participe à des retrouvailles avec d'anciens amis dans un restaurant, les convives réalisent que leur attention est facilement détournée par la télévision installée dans la salle de l'établissement, bien que le son soit coupé. En discutant de cela, Mitch Altman a alors l'idée d'une télécommande universelle et un de ses amis, présent à table ce jour-là, lui trouve un nom : TV-B-Gone,.
L'idée se matérialise une décennie plus tard, au début des années 2000 lorsqu'il fabrique une télécommande pour son seul usage. Par la suite, grâce à ses économies et à la vente de ses parts de 3ware (une entreprise qu'il a cofondée quelques années auparavant) il finance la fabrication et la commercialisation de TV-B-Gone, à hauteur de 150 000 dollars, alors que la demande pour l'appareil s'étend bien au delà de son cercle d'amis,,.
Une cinquantaine de personnes aident Altman à monter son projet, incluant la dessinatrice Nina Paley qui tient absolument à travailler sur l'emballage.

## Ventes et commercialisation

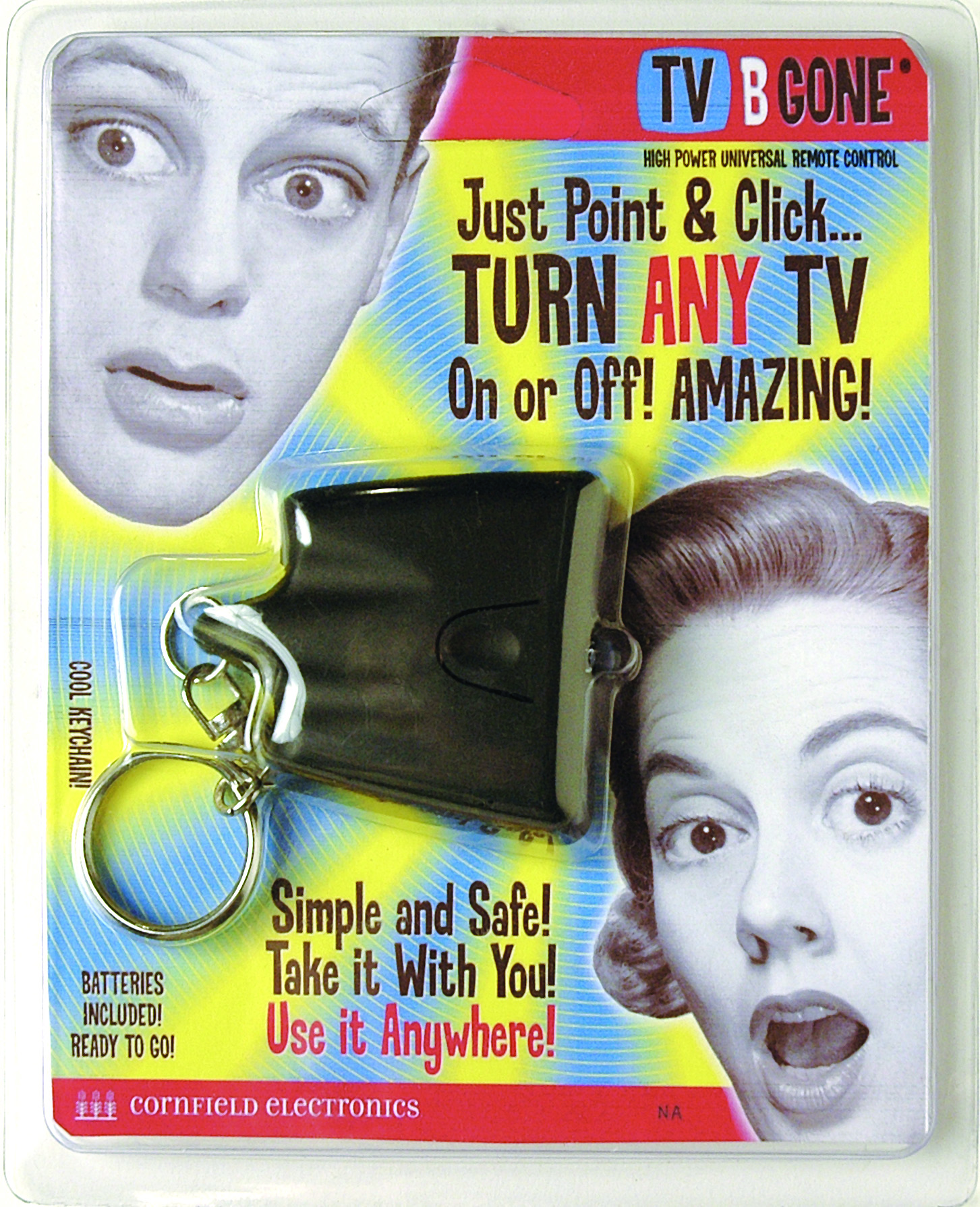
TV-B-Gone dans son emballage

Vendue au détail à 14,99 dollars, Mitch Altman commercialise TV-B-Gone par l'entremise de son entreprise Cornfield Electronics,. L'appareil et son emballage sont assemblés en Chine par CompuTime, une entreprise basée à Hong Kong et qui fabrique d'ailleurs la plupart des télécommandes du monde.
Le 20 octobre 2004 à 2h00, le magazine Wired publie un article au sujet de la télécommande, quelques heures seulement avant que le site de vente www.tvbegone.com soit mis en ligne, à 5h05. Moins d'une heure plus tard, une trentaine d'appareils sont commandés et plus de 1 000 en début d'après-midi. Le site surchargé devient inaccessible lorsque la bande passante allouée à 5 GB est dépassée. Le jour suivant, le site tombe en panne une nouvelle fois après qu'un autre millier de TV-B-Gone est vendu en deux heures,.
Face à un tel engouement, la couverture médiatique est aussi rapide que conséquente ; au point que le communiqué de presse devant annoncer la mise sur le marché de l'appareil n'est finalement pas envoyée. Le stock initial de 20 000 TV-B-Gone est épuisé en trois semaines, Cornfield Electronics réalisant des ventes pour plus d'un million de dollars durant la première année. Avant la fin des années 2010, 140 000 unités supplémentaires sont encore écoulées alors que pour stimuler les ventes qui stagnent à 250 000 dollars par an, l'entreprise propose TV-B-Gone Pro (d'une portée de 100 mètres) au prix de 50 dollars,,.
Par ailleurs, Cornfield Electronics s'associe avec Adafruit Industries afin de proposer un kit de la télécommande à assembler soi-même.
À la fin de 2015, le volume de vente ayant trop décliné pour pouvoir en vivre, Mitch Altman annonce qu'il cesse de fabriquer TV-B-Gone et transfert toute la chaine (de la production au site web) à son meilleur client. En onze ans, Cornfield Electronics a vendu 700 000 exemplaires de l'appareil,.

## Réactions
Selon Mitch Altman, 

« Quelque chose dans ce produit a juste touché un nerf, visiblement. Les gens appellent et ils sont de véritables fans. C'est comme si c'était quelque chose qu'ils cherchaient. »

Un professeur de chimie témoigne que depuis des années il est bombardé par la télévision dans les lieux publics comme les salles d'attente à l'hôpital et particulièrement par CNN dans les aéroports où il est contraint de chercher un endroit afin de pouvoir lire ou travailler paisiblement en attendant l'embarquement. Il conclut : « Mitch fournit ici un service public ».
Une autre voyageuse témoigne qu'elle aime jouer de la mandoline en attendant l'avion, mais que cela est devenu impossible depuis que la télévision a envahi les aéroports : « J'ai envie de vandaliser les téléviseurs. Je m'imagine en train d'arracher des fils des murs, de couper l'écran à la hache et d'éclater, de briser du verre ». D'autres personnes implorent Altman de développer des télécommandes similaires pour désactiver ou mettre hors service les téléphones mobiles, les autoradios bruyants ou les alarmes de voitures,.
Cependant, d'autres s'inquiètent de l'apparition de TV-B-Gone sur le marché en réagissant parfois brutalement. Ainsi, en 2004, le site Gizmodo se fend d'un article insultant à l'encontre de Mitch Altman en le traitant de « trou du cul » et de « prétentieux moralisateur qui n'a rien d'autre à faire que de développer un dispositif dans le seul but d'imposer son point de vue aux autres ». Quatre ans plus tard, un des représentants de Gizmodo éteint pourtant tous les téléviseurs du Consumer Electronics Show à l'aide de TV-B-Gone. Un geste qui lui vaut d'être exclu des futurs évènements organisés par la Consumer Electronics Association, dont le porte-parole Jeff Joseph déclarait pourtant, quatre ans plus tôt, à propos de la télécommande : « c'est un pays libre »,,.

## Philosophie du projet
Si sur l'emballage de TV-B-Gone il est inscrit que le produit est destiné uniquement à un usage privé, une mention indique également : « Les effets secondaires peuvent inclure une diminution de l'anxiété, une augmentation des compétences sociales, une augmentation des capacités cognitives, un sentiment de bien-être accru. ».
Ainsi, pour Mitch Altman, TV-B-Gone est un moyen amusant de prendre conscience de l'impact de la télévision sur la société : moins on la regarde, moins on a le cerveau rempli par des messages répétitifs qui profitent à ceux qui les répandent et plus on a le temps de rendre sa vie meilleure. Lorsqu'on lui fait remarquer qu'éteindre les téléviseurs peut être perçue comme une manière d'imposer sa façon de voir les choses, Altman répond qu'il n'éteint pas ceux que les gens choisissent consciemment de regarder. Selon lui, comme le tabagisme passif, la télévision est partout sans que personne le demande et c'est rarement apprécié : « qui est en droit de choisir ça pour tout le monde ? »,.

## Description technique

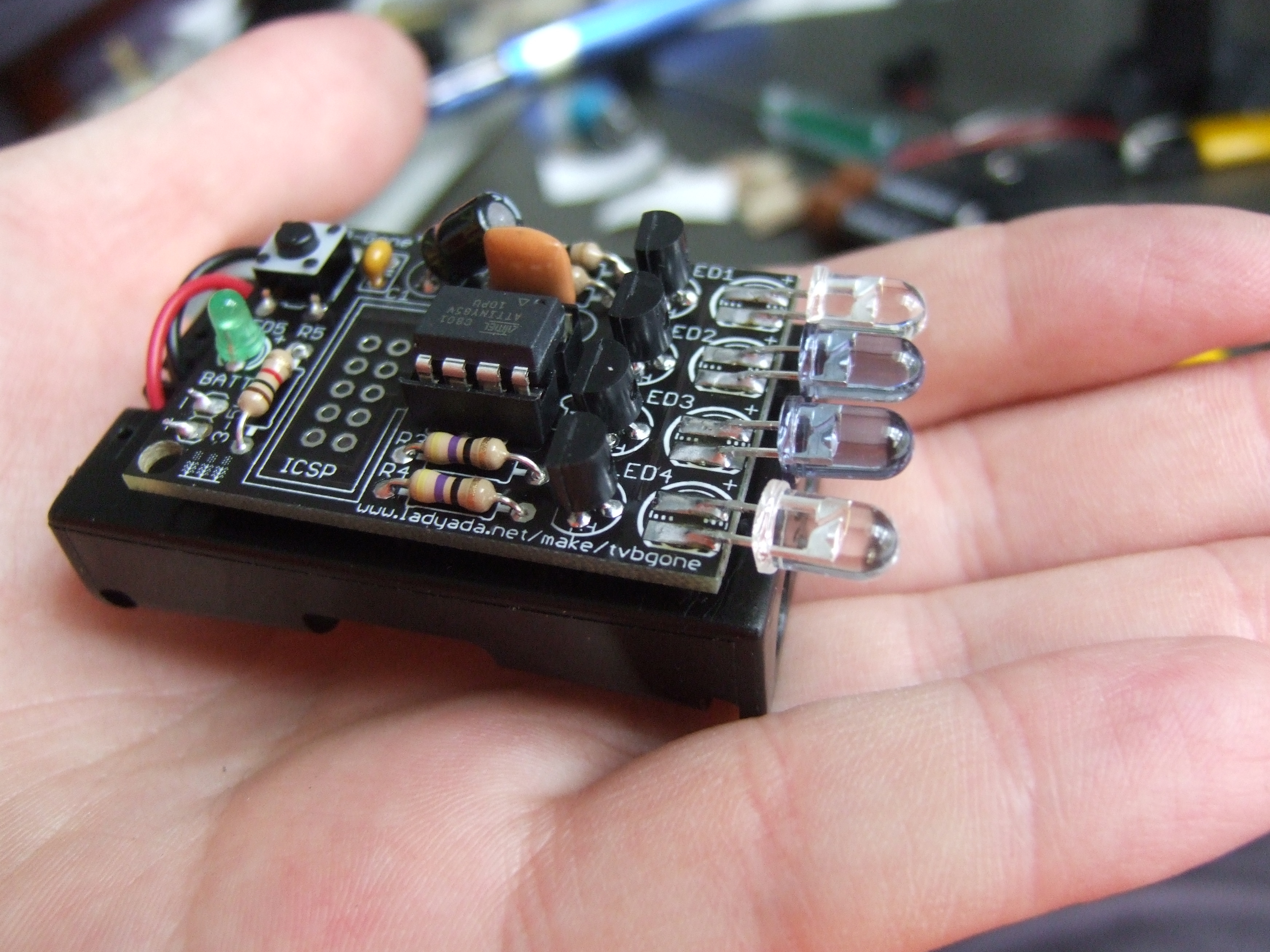
TV-B-Gone Adafruit une fois assemblée.

TV-B-GONE est une télécommande open source qui fonctionne initialement grâce à un microcontrôleur Z8 (en) fabriqué par Zilog.
Une seule pression sur le bouton enclenche l'émission en rafales de 209 codes d'extinction de plus d'un millier de modèles de téléviseurs ; la séquence commençant par les marques les plus populaires. La plupart des téléviseurs réagissent en moins de vingt secondes et jusqu'à un peu plus d'une minute si tous les codes doivent être essayés,.
Adafruit propose un kit sensiblement différent : grâce à deux piles de type AA, la portée du TV-B-Gone est augmentée et peut atteindre au moins 45 mètres (150 ft) dans de bonnes conditions ou en ajoutant une troisième pile (le kit fonctionne sous une tension de 2,5 à 5 volts). Cette version propose 230 codes au total mais une moitié fonctionne pour les téléviseurs du marché nord-américain et asiatique, l'autre moitié pour les européens.

## Anecdotes
Mitch Altman passe un an et demi à collecter les codes d'allumage et d'extinction des téléviseurs avant de découvrir qu'il peut les obtenir de Zilog contre l'achat d'une licence d'exploitation.
Durant la coupe du monde de football en 2014, le collectif World Cup Crashers utilise TV-B-Gone pour éteindre les téléviseurs dans les bars pendant les matchs de l'équipe de France.